# Pablo Laso
Pablo Laso, né le 13 octobre 1967, à Vitoria, en Espagne, est un joueur et entraîneur espagnol de basket-ball. Il évolue durant sa carrière au poste de meneur.

## Biographie
En mai 2014, il est nommé meilleur entraîneur de la saison 2013-2014 de la Liga ACB.
À l'issue de la saison 2017-2018 de l'Euroligue, le Real remporte la compétition et Laso reçoit le trophée Aleksandr Gomelski qui récompense le meilleur entraîneur de l'année.
Le 4 juin 2022, alors qu'il entraîne le Real Madrid lors d'une rencontre des playoffs du championnat d'Espagne, Laso est victime d'une crise cardiaque et hospitalisé. Il sort de l'hôpital trois jours plus tard. Le Real remporte le championnat peu après.
Après la crise cardiaque de début juin, le Real Madrid consulte plusieurs spécialistes médicaux puis résilie le contrat de Laso en juillet. Laso quitte le Real avec un bilan de 659 victoires en 860 matches,.

## Palmarès
Joueur (2 titres)
- Real Madrid
  - Vainqueur de la Coupe du Roi en 1995
  - Vainqueur de la Coupe Saporta 1997
  - MVP de la Coupe du Roi en 1995

Entraîneur (22 titres)
- Real Madrid
  - Vainqueur du Championnat d'Espagne (6) en 2013, 2015, 2016, 2018, 2019 et 2022
  - Vainqueur de la Coupe du Roi (6) en 2012, 2014, 2015, 2016, 2017 et 2020
  - Vainqueur de la Supercoupe d'Espagne (7) en 2012, 2013, 2014, 2018, 2019, 2020 et 2021
  - Vainqueur de l'Euroligue (2) en 2015 et 2018
  - Vainqueur de la Coupe intercontinentale (1) en 2015
  - Entraîneur de l'année de l'Euroligue (en) 2018
- Bayern Munich
  - Vainqueur de la Coupe d'Allemagne en 2024
  - Champion d'Allemagne 2023-2024